# Грушковцы (Калиновский район)
Грушковцы (укр. Грушківці) — село на Украине, находится в Калиновском районе Винницкой области.
Код КОАТУУ — 0521680306. Население по переписи 2001 года составляет 556 человек. Почтовый индекс — 22431. Телефонный код — 4333.
Занимает площадь 2,147 км².

## Исторические сведения
По состоянию на 1885 в бывшем собственническом селе Калиновской волости Винницкого уезда Подольской губернии проживало 576 человек, насчитывалось 93 дворовых хозяйства, существовали православная церковь, постоялый дом, 2 водяные мельницы и винокуренный завод.
В 1892 в селе было 85 дворовых хозяйств, проживало 827 жителей.
По переписи 1897 года число жителей уменьшилось до 802 человек (383 мужского пола и 419 женского), из которых 778 православной веры.

## Религия
В селе действует храм Архистратига Божьего Михаила Калиновского благочиния Винницкой епархии Украинской православной церкви.

## Адрес местного совета
22430, Винницкая область, Калиновский р-н, с. Байковка, ул. Ленина, 14